# 地頭代
地頭代（じとうだい）とは、鎌倉時代に地頭に任命された御家人が現地に派遣した代官のこと。

## 概要
地頭は鎌倉幕府によって補任されていたが、地頭として与えられた所領は御家人の本拠地からは遠く離れた地域に存在することも珍しくはなかった。そのため、本拠地から離れた所領に対しては地頭正員（本人）の代わりに一族・郎党が代官として派遣されるのが一般的であった。これを地頭代と呼んだ。
地頭代は現地の所務（年貢・検断など）に関しては地頭正員とほぼ同一の権限を持っており、荘園領主との交渉や訴訟にも直接参加した。また、地頭代がその支配を徹底するために管轄所領の遠隔地や重要地点に自己の被官（御家人から見れば陪臣にあたる）を下級の地頭代・代官に任命して派遣する場合もあった。これを小代官（しょうだいかん）・又代官（まただいかん）などと称した。
鎌倉幕府は御成敗式目14条において地頭代に関する規定を定め、地頭代が殺人などの重罪を犯した時には主人である地頭正員は速やかに地頭代を捕らえて幕府に差し出すこと、正員がこれを庇った場合は正員も連座して所領を没収された。また、地頭代が荘園領主への年貢の納付を拒んだり、所務の先例に違反したり、訴訟の際に幕府や六波羅探題の召喚命令に応じない場合には、地頭正員がこれに関与していない場合でも、やはり正員も連座として所領は没収された。また、鎌倉幕府の正史である『吾妻鏡』には、御家人が経営能力に優れた山門僧侶や商人を地頭代に任命する事例に触れて、地頭正員である御家人と主従関係にないために現地において地頭正員の命令を無視して私利私欲を貪って現地で問題を起こすことを指摘してこれを禁止したことが記されている。
だが、鎌倉時代後期に入ると、現地に土着した地頭代が権限を利用して地域を掌握し、また御家人の一族間における内紛（地頭正員である嫡子と地頭代である庶子の対立）などもあり、鎌倉幕府の崩壊、南北朝の内乱と続く過程の中で地頭代は独立した領主としての地位を獲得することになった。

## 沖縄における地頭代
沖縄においては地頭代（ジトゥデー）は琉球王国時代の1429年から1879年にかけて各間切（現在の市町村に相当）の地頭（領主）の代官として地方行政を担当した人物を示し、間切番所（現在の役場に相当）の最高役位であり行政を監理する役目を担った。